# Саркисов, Фёдор Исаевич
Фёдор Исаевич Саркисов (1915—1944) — Гвардии лейтенант Рабоче-крестьянской Красной Армии, участник Великой Отечественной войны, Герой Советского Союза (1943).

## Биография
Фёдор Саркисов родился в 1915 году в селе Хасчирлик (ныне — Турция). После окончания сельскохозяйственного техникума работал агрономом. Позднее окончил совпартшколу, работал инструктором райкома партии, председателем колхоза в станице Новопокровская Краснодарского края.
В 1936—1938 годах проходил службу в Рабоче-крестьянской Красной Армии. В 1941 году Саркисов повторно был призван в армию. С того же года — на фронтах Великой Отечественной войны.
К октябрю 1943 года лейтенант Фёдор Саркисов был парторгом стрелкового батальона 366-го стрелкового полка 126-й стрелковой дивизии 51-й армии 4-го Украинского фронта. Отличился во время освобождения Мелитополя. Во время отражения большого количества немецких контратак Саркисов лично уничтожил 2 огневые точки и 17 солдат и офицеров противника. 22 октября 1943 года Саркисов во главе передового отряда первым ворвался на железнодорожную станцию и принял активное участие в её захвате.
Указом Президиума Верховного Совета СССР от 1 ноября 1943 года за «образцовое выполнение боевых заданий командования на фронте борьбы с немецкими захватчиками и проявленные при этом мужество и героизм» лейтенант Фёдор Саркисов был удостоен высокого звания Героя Советского Союза с вручением ордена Ленина и медали «Золотая Звезда» за номером 1298.
8 октября 1944 года Саркисов погиб в бою. Похоронен в городе Скаудвиле Таурагского района Литвы.